# Megan McArthur
Katherine Megan McArthur (nascuda el 30 d'agost de 1971) és una oceanògrafa, enginyera i astronauta de la NASA nord-americana. Ha treballat com a CAPCOM (controladora de vol) tant per als transbordadors espacials com per la ISS. Megan McArthur ha anat a l'espai en una missió del transbordador espacial, la STS-125 i en una missió de SpaceX, la SpaceX Crew-2. És l'última persona que ha interaccionat amb el Telescopi espacial Hubble mitjançant el Canadarm. McArthur ha fet diferents feines dins de la NASA, com treballar al Laboratori d'Aviònica per al Transbordador. Està casada amb un altre astronauta, Robert L. Behnken.

## Primers anys
McArthur va néixer a Honolulu, Hawaii però va fer-se gran a Califòrnia. Va anar a l'institut a Mountain View, i després es va llicenciar en enginyeria aeroespacial a la Universitat de Califòrnia a Los Angeles el 1993. L'any 2002 es va doctorar en oceanografia a la Institució Scripps de la Universitat de Califòrnia a San Diego.

## Carrera en oceanografia
A la Institució Scripps d'Oceanografia, McArthur va fer recerca sobre la propagació acústica submarina a prop de la costa i processament digital de senyals. La seva recerca es va centrar en determinar models geoacústics per descriure guies d'ona en aigües molt poc fondes utilitzant dades mesurades de pèrdua de transmissió amb una tècnica d'inversió d'algorismes genètics. Va treballar con a cap científic en operacions d'obtenció de dades al mar i ha planificat i dirigit operacions de busseig en desplegaments d'instruments i presa de mostres de sediments al fons marí. Mentre era a Scripps, va participar en tota mena de proves, desplegaments, manteniment, recuperació i recol·lecció de plantes i animals marins, i sediments. En aquesta època, McArthur també va treballar com a voluntària a l'Aquari Birch de Scripps, fent demostracions educatives per al públic dins d'una piscina de 265 m³.

## Carrera a la NASA
La NASA la va seleccionar com a especialista de missió el juliol de 2000, i va començar a treballar-hi l'agost del mateix any. Al cap de dos anys de formació i avaluació, fou assignada a l'Oficina d'Astronautes, al departament d'Operacions del Transbordador Espacial, treballant en aspectes tècnics dels sistemes del transbordador al Laboratori d'Integració d'Aviònica del Transbordador (SAIL). Després va fer d'Astronauta de Suport a la Tripulació per l'Expedició 9 durant els sis mesos que van passar a l'Estació Espacial Internacional. També va treballar als Centres de Control de l'Estació Espacial i del Transbordador Espacial, com a Comunicadora de Càpsula (CAPCOM). El 2006, va ser la CAPCOM per a STS-116. També va ser capcom per als passejos espacials de la missió STS-117 el 2007.

### STS-125

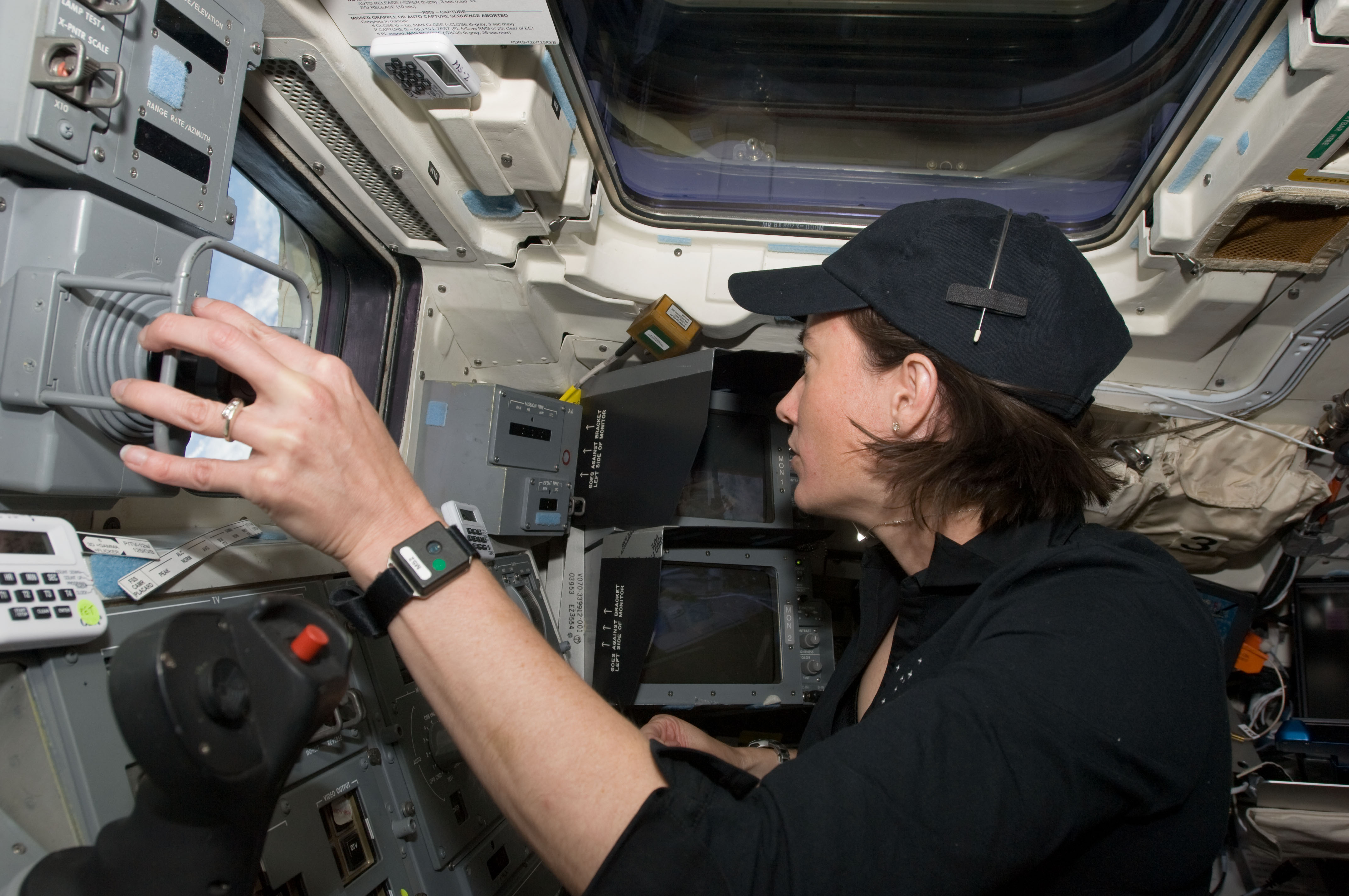
McArthur, especialista de la missió STS-125, manipula els controls del sistema de manipulació remota (RMS) a la coberta de proa del transbordador espacial Atlantis, en òrbita terrestre durant les activitats del vuitè dia de vol.

Megan McArthur va ser astronauta de la missió STS-125, per fer manteniment del Telescopi espacial Hubble. McArthur va ser l'enginyera de vol en l'ascens i el retorn i va dirigir la robòtica de la missió. La missió va durar gairebé 13 dies i va ser el primer vol espacial de McArthur. En una entrevista prèvia, va declarar: "Seré l'última persona que toqui el Telescopi espacial Hubble."

### Expedició 65/66
El juliol de 2020, la NASA va anunciar que McArthur aniria a l'espai per segona vegada amb la SpaceX Crew-2, juntament amb un altre astronauta de la NASA, Shane Kimbrough, l'astronauta de la JAXA Akihiko Hoshide, i l'astronauta de l'ESA Thomas Pesquet, Va utilitzar el mateix seient de la càpsula Crew Dragon Endeavour que havia fet servir el seu marit, Bob Behnken en el vol Crew Dragon Demo-2, la primera missió de la càpsula Endeavour.
El Crew-2 es va llançar cap a l'ISS l'abril de 2021, per començar una missió de 6 mesos.

## Vida privada
McArthur està casada amb el també astronauta Bob Behnken, i tenen un fill.